# Marcel Delannoy
Marcel Delannoy (La Ferté-Alais, Seine-et-Oise, 9 de juliol de 1898 – París, 14 de setembre de 1962) fou un compositor francès.
Músic autodidacta fins al 1920, va començar els estudis d'arquitectura i de pintura; els primers li permeten exercir de dibuixant (1920-23), si bé després de l'estrena de l'òpera Le poirier de misère va estimar-se més la música. Al Conservatori de París va tenir per mestre André Gedalge, Eugène Cools i Arthur Honegger, del que, amb el temps en va esdevenir gran amic i biògraf. Va romandre en el grup «Jeune France» on es trobaven personalitats tan diferents com Yves Baudrier, Jean-Yves Daniel-Lesur, André Jolivet i Olivier Messiaen, als quals, no obstant unia un ideal comú d'autenticitat i d'alliberació de tota la sèrie de tòpics fins aleshores de moda (Erik Satie, Ígor Stravinski, jazz, surrealisme…).
Alliçonat per Honegger, es dedicà, amb preferència, al cultiu de formes líriques, que tractà amb insuperable mestria, malgrat que hom li reprova llur manca de caràcter. De fet –i no seria el primer cas en la història de la música–, el millor de la seva producció, o constitueix la seva gran quantitat de cançons (forma en la que la subjecció a un text breu obliga a un perfecte equilibri de factors) i el seu Quartet en mi menor (1931), escrit per al quartet del violinista Joseph Calvet –mercès a la imposició d'una forma rigorosa, però d'eficàcia musical evident–.
De tota la seva producció teatral destaquen: Le marchand de lunettes (1926), Le Poirier de misére (1927), que no deixà d'aixecar protestes per la seva «gosadia harmònica»; La danse de vie, 9 quadres dramàtics de H. Ould (1927); Le Fou de la Dame, cantata ballet (1929); Tsar Lénine (1931), La paix (1932), el ballet Cendrillon (1933), La pantoufle de Vair (1935), Epsom, ballet (1936); Ginevra (1942) Puck (1947). També és autor de dues Simfonies, el Concert de maig, una Serenata concertant, figures sonores, per orquestra de cambra; una Rapsòdia per a piano, violoncel, trompa i saxofon; un Trio i diverses peces i suites per a piano.
Igual que d'altres compositors d'aleshores, té una extensa producció cinematogràfica: Rapsòdia Hongaresa, Volpones, La dona del penjat, El senyor de Lourdines, El Curander, La bande à Papa, etc. A més va escriure, junt a crítiques i diversos articles, una autobiografia, un estudi sobre Hoenegger i retrats de músics francesos.